# Font dels Monjos
La Font dels Monjos és un monument del municipi del Port de la Selva inclòs en l'Inventari del Patrimoni Arquitectònic de Catalunya.

## Descripció
És una font situada a pocs metres al nord-oest de la basílica de Sant Pere de Rodes, fora de l'antic clos monàstic, en un pla lleugerament inferior molt proper a l'hospital de peregrins. Es tracta d'una font que raja d'un alt marge i està formada per dos arcs de mig punt en gradació, bastits amb lloses de pedra allargades disposades a sardinell. El brollador s'integra dins del mur de carreuada frontal que ha patit diverses reparacions. De fet, el carreu on s'encasta el brollador presenta un relleu esculpit amb la representació del cap d'un animal fantàstic i la següent inscripció: 
"QUI BIBERIT EX AC / QVA SITIET ITERVM / .. DE AGOST / 1588".
Degut a les reparacions i morterades efectuades a l'element, el relleu està mig tapat amb la part inferior i la boca de l'animal, d'on brollava l'aigua en origen, amagades.
L'aigua cau en una pica rectangular tallada en pedra calcària, amb diverses reparacions de recent cronologia, de la que neix un estret regueró que condueix l'aigua fins a l'extrem septentrional de l'esplanada que hi ha davant la font. La canalització, feta en pedra, passa pel mig del paviment empedrat que hi ha als peus de la font. Al costat de la font hi ha una petita volta de mig punt bastida amb lloses de pedra, que es recolza damunt dues àmplies pilastres. L'estructura integra un bassi monolític rectangular i una placa de ceràmica commemorativa. La construcció és bastida amb rebles de granit i pissarra, generalment lligats amb morter.
El relleu que representa la testa d'un animal fantàstic presentava una cabellera lleonina, banyes de boc, un curiós motiu ornamental al front i grossos ulls. L'aigua brollava de la boca, ara invisible, del cap d'animal esculpit.

## Història
La Font dels Monjos va ser coneguda al segle xvii com a "Font de lo Raig" segons el cronista Heroni Pujades. (segle XVII). Hi fan referència pràcticament tots els autors que, d'alguna manera, s'han ocupat del monestir:"...la hermosa fuente de agua clara y fresca que hoy llaman "lo Raig"..."(J.Pujades, 1606)"... dos fuentes de muy buena agua: una fuera del monasterio, alrededor de la cual hay hermosos árboles; y otra que entra dentro. Pero como los cantrabandistas suelen cortarlas cuando los monjes no quieren abrirles, tienen a prevención una cisterna." (F.de Zamora, 1790)."Para estas tierras utilizaban sin duda el agua de una fuente conocida de todos los excursionistas; pero pocos habrán podido leer esta inscripción..." (J.Pella i Fargas, 1883)."Consérvase aun intanta, una fuente situada al pie del Monasterio y a la orilla del camino, conocida por 'Font del Raitx' en la cual, y esculpida en mármol, que muestra toscamente labrada, una cara de león,..." (A.Cortada, 1913)."...la font d'aigua gemada que no se sap d'on ve, però que fa pensar en la neu de les congestes llunyanes..." (T. Garcès, 1951).
Segons una inscripció que es pot trobar a la font, es pot datar una de les seves restauracions l'any 1588. Actualment continua en ús. La font raja, amb més o menys intensitat segons les èpoques de l'any, però de forma contínua.